# Городоцький цукровий завод
Городоцький цукровий завод — підприємство харчової промисловості в місті Городок Хмельницької області.

## Історія
У 1837 році прусський промисловець барон Гейсмар ухвалив рішення про будівництво в містечку Городок Кам'янець-Подільського повіту Подільської губернії Російської імперії цукрового заводу, який побудовано на західній околиці селища і почав роботу в 1839 році. На заводі працювали кріпосні селяни, умови праці були важкими. Нерідкими були нещасні випадки, в результаті яких робочі гинули і отримували травми (тільки в результаті однієї великої аварії в 1846 році загинули 7 і були поранені ще 17 робітників).
Після скасування кріпосного права в 1861 році підприємство було розширено, обсяги виробництва цукру збільшилися (якщо в 1860-ті роки завод виробляв 16 тис. пудів цукру на рік, то в 1882 році - 82 тис. пудів). У той же час, рівень оплати праці залишався низьким, що викликало невдоволення місцевих жителів. У 1894 році селяни Городка зажадали збільшити оплату праці працівників, що займалися вирощуванням і збиранням цукрових буряків на фабричній плантації, а потім перекопали ґрунтову дорогу, яка вела від фільварку до цукрового заводу.
У 1902 році середньомісячний заробіток на цукровому заводі становив 10 рублів.
У ході першої російської революції навесні 1905 року в Городку мали місце виступи селян, які перешкодили проведенню сівби цукрових буряків, прогнали працівників економії і зажадали зміни оплати праці. На прохання власника заводу, в село була спрямована сотня козаків.
Після розстрілу робітників на Ленських копальнях в квітні 1912 року в Городку мали місце мітинги, в яких брали участь робітники цукрового і чавуноливарних заводів.
Після початку першої світової війни Городок опинився у прифронтовій зоні та становище підприємства погіршилося.
У січні 1918 року в Городку проголошена радянська влада, але вже в кінці лютого 1918 року містечко окупували австрійсько-німецькі війська (які залишалися тут до листопада 1918 року), надалі до листопада 1920 року, селище залишалося у зоні бойових дій громадянської війни.
У 1922 році відновила роботу місцева електростанція, в подальшому запущений цукровий завод (отримав нове найменування - цукровий завод імені Чичеріна). У жовтні 1924 року чисельність працівників заводу становила 405 осіб, а річний обсяг виробництва склав 180 тис. пудів цукру-піску (при собівартості виробництва 4 рублі 08 копійок за пуд).
У наступні роки вжито заходів щодо підвищення ефективності виробництва, і вже в 1926 році собівартість цукру була знижена до 3 рублів 04 копійок за пуд.
У ході індустріалізації 1930х років обладнання підприємства було оновлено, для навчання і підвищення кваліфікації робітників в середині 1930х років при цукровому заводі відкрито фабрично-заводську школу.
В ході Другої світової війни з 8 липня 1941 до 25 березня 1944 року Городок був окупований німецькими військами. Німці пограбували завод (вони демонтували і вивезли газогенераторну установку, електрогенератори, електромотори, поршневі насоси, металорізальні верстати та ін.).
У квітні 1944 року почалося відновлення заводу і у вересні 1944 року він відновив роботу і до 7 листопада 1944 справив 3,5 тонни цукру. В 1949 році в Городку почалося будівництво другого цукрового заводу, який був введений в експлуатацію в лютому 1952 року.
У 1957 році обидва цукрових заводи в Городку об'єднали в Городоцький цукровий комбінат. В подальшому, було проведено технічне переозброєння комбінату з встановленням більш сучасного обладнання.
У 1966 році за дострокове виконання семирічного плану комбінат був нагороджений перехідним Червоним прапором Ради міністрів УРСР і республіканського комітету ВЦРПС, а 11 працівників нагороджені орденами і медалями. Робітник заводу Ф.Г. Радецький (у 1964-1967 рр. зробив 24 раціоналізаторські пропозиції і розробив пристрій для механічного очищення поверхонь) нагороджений орденом Леніна, а його винахід впроваджено на інших цукрових заводах країни.
У 1970 році чисельність працівників комбінату перевищувала 2 тисячі осіб.
У 1990 році комбінат переробляв 5,25 тисяч тонн буряків на добу. У цьому році він справив 115,8 тис. тонн цукру.
В цілому, в радянський час цукровий комбінат входив у число провідних підприємств міста, на його балансі перебували заводський Будинок культури, житлові будинки та інші об'єкти соціальної інфраструктури.
Після проголошення незалежності України забезпечуючий підприємство цукровим буряком колгосп був розформований, і цукровий комбінат перейменований у Городоцький цукровий завод.
Економічна криза 1990-х років і скорочення обсягів вирощування буряків в районах області погіршили становище підприємства. У травні 1995 року Кабінет Міністрів України затвердив рішення про приватизацію цукрового заводу. Надалі державне підприємство перетворено у відкрите акціонерне товариство. У грудні 1996 року Городоцький цукровий завод № 1 (побудований в XIX столітті) припинив функціонування і розібраний на металобрухт, а Городоцький завод № 2 (побудований в середині XX століття) почав працювати на половину виробничих потужностей.
У червні 1999 року Кабінет Міністрів України передав завод у комунальну власність Хмельницької області.
У липні 2003 року Господарський суд Хмельницької області порушив справу про банкрутство заводу. Надалі, завод реорганізований у приватне підприємство. У 2008 році завод зупинив виробництво.
У 2011 році нові власники заводу фірми «Луга-Нова» почали агітувати селян збільшити посіви буряків, пообіцявши, що завод відновить виробництво, однак завод запущений не був і селяни зазнали збитків. 
15 січня 2013 року господарський суд Хмельницької області визнав завод банкрутом і почав процедуру ліквідації підприємства.
29 грудня 2017 року місцеві жителі взяли закритий завод під цілодобову охорону, щоб не допустити демонтажу обладнання на металобрухт.
У вересні 2018 року затримані три місцевих жителя, які вкрали на Городоцькому цукровому заводі деталі заводського обладнання для здачі в металобрухт.